# Вирт, Луис
Лу́ис Ви́рт (англ. Louis Wirth; 28 августа 1897 — 3 мая 1952) — американский социолог, представитель Чикагской школы социологии.

## Краткая биография
Луис Вирт родился в местечке Гемюнден в Германии и был одним из семи детей в семье торговца крупным рогатым скотом. Позже Луис переехал к своей старшей сестре в Омаху (штат Небраска), где встретил свою будущую супругу Мэри Болтон, в браке с которой родилось двое дочерей.

## Научная деятельность
Вирт получил образование в США и стал одним из ведущих исследователей Чикагской школы социологии. В круг его интересов входили:
- жизнь в городской среде;
- поведение групп меньшинств;
- сми;
- иммигранты еврейского происхождения;
- гендерные проблемы;
- проблемы сексуальных меньшинств;
- отдельные вопросы прикладной социологии.

Главным вкладом Вирта в социологию считается классическое эссе «Urbanism as a Way of Life» («Урбанизм как образ жизни»), опубликованное в «American Journal of Sociology» в 1938 году, а также эссе «The Ghetto» («Гетто»), увидевшее свет в 1925.

История цивилизаций может описана в терминах истории городов.
Город можно рассматривать как комбинацию трех ключевых параметров: размер, плотность, гетерогенность (многообразие) населения. Чем более значительны эти параметры тем в большей мере мы можем рассматривать данную местность городской. Выделяет три вида социальных отношений связанных с дефиницией города: первичные, вторичные, третичные. Идея трех видов социальных отношений в значительной степени опирается на концепцию Тённиса. Первичные отношения соответствуют «гемайншафту» (общине), вторичные — «гезельшафту» (обществу). Городская жизнь отличается от сельской преобладанием вторичных и третичных социальных отношений.

### Труды
Часть работ Вирта не имеет переводов на русский язык.
- (1928): The Ghetto. Chicago
- (1936): Preface to «Ideology and Utopia», by Karl Mannheim. In:Shils, E.;Wirth, L. (ed.), Ideology and Utopia, by Karl Mannheim, NY, p. XIII—XXXI
- (1936): Types of Nationalism. In: AJS, Vol. 41, no.6, May, p. 723—737
- (1937): The Urban Mode of Life. In: New Horizons in Planning. Chicago, p. 23-30
- (1938): Urbanism As A Way of Life. in: AJS 44, p. 1-24
- (1939): Social Interaction: The Problem of the Individual and the Group. In: AJS, Vol. 44, May, p. 965—979
- (1940): Ideological Aspects of Social Disorganization. In: American Sociological Review, Vol. 5, no.4, p. 472—482
- (1940): The Urban Society and Civilization. In: Wirth, Louis (ed.), Eleven Twenty Six: A Decade of Social Science Research, p. 51-63
- (1941): Morale and Minority Groups. In: AJS, Vol. 47, no.3, November, p. 415—433
- (1941): The Present Position of Minorities in the United States. In: Studies in Political Science and Sociology. Philadelphia, p. 137—156
- (1944): Race and Public Policy. In: Scientific Monthly, Vol. 58, April, p. 302—312
- (1945): Group Tension and Mass Democracy. In: American Scholar, Vol. 14, No.2, p. 231—235
- (1945): Human Ecology. In: AJS, Vol. 50, no.6, May, p. 483—488
- (1945): The Problem of Minority Groups. In: Linton, Ralph (ed.), The Science of Man in the World Crisis, New York; p. 347—372
- (1946): A Sociologist Looks at the Community. In: Wirth, Louis; et al. (ed.), Community Planning for Peacetime Living. Stanford, Calif.: p. 3-89
- (1947): American Sociology 1915—1947. In: AJS. Index to Volumes 1-52, 1895—1947, Chicago; p. 273—281
- (1947): Ideas and Ideals as Sources of Power in Modern World. In:Bryson,L. et al. (ed.), Conflicts of Power in Modern Culture. NY, p. 499—508
- (1948): Consensus and Mass Communication. In: American Sociological Review Vol. 13, no.1, February, p. 1-15
- (1948): World Community, World Society, and World Government. In: Wright, Quincy (ed.), The World Community, Chicago; p. 9-20
- (1951): The Significance of Sociology. In: International Social Science Bulletin (UNESCO), Vol. 3, no.2, Summer, p. 197—202
- (1956): Community Life and Social Policy. Marvick, Elizabeth Wirth/Reiss, Jr. Albert J. (ed.), Chicago/London
- (1964): On Cities and Social Life. Reiss, A. J. (ed.), Chicago/London